# Круунупюу
Круунупюу, ранее — Крунупю (фин. Kruunupyy, швед. Kronoby) — община (муниципалитет) Финляндии, входит в провинцию Остроботния (Похьянмаа). Раньше община называлась Круунункюля (фин. Kruununkylä. Глава общины — Микаэль Юпшьёбакка (швед. Michael Djupsjöbacka).

## Описание
Население общины по данным на конец 2010 года — 6732 человека. Круунупюу — преимущественно шведоязычный регион: по данным 2009 года для 83,2 % населения общины родным языком был шведский, для 15,5 % — финский.
Площадь общины составляет 752,66 км², включая 0,92 км² морской поверхности и 39,38 км² внутренних вод. Плотность населения составляет 9,45 человек на км². Через город протекает одноимённая река.
В Круунупюу находится местный аэропорт Коккола-Пиетарсаари, который обслуживает находящиеся неподалёку города Коккола и Якобстад (Пиетарсаари).
Круунупюу — родина финского учёного и педагога Отто Альфреда Альцениуса (1838—1913), автора много раз переиздававшегося школьного учебника по ботанике, а также одного из первых пропагандистов учения Чарльза Дарвина в Финляндии. Ещё один известный уроженец Круунупюу — Йон Викстрём (род. 1931), архиепископ Евангелическо-лютеранской церкви Финляндии в 1982—1998 годах.
- Церковь в Круунупюу
- На берегу реки Круунупюу
- Мельница в деревне Djupsjöbacka